# Яроповичи
Яропо́вичи (укр. Яроповичі) — село на Украине, основано в 1740 году, находится в Андрушёвском районе Житомирской области.
Код КОАТУУ — 1820389001. Население по переписи 2001 года составляет 1117 человек. Почтовый индекс — 13423. Телефонный код — 4136. Занимает площадь 61,388 км².

## Адрес местного совета
с. Яроповичи, ул. Ленина

## Известные жители и уроженцы
- Любовь Андреевна Любченко (1922—1989) — Герой Социалистического Труда.
- Владимир Иванович Вдовиченко — фаготист, педагог Киевской национальной музыкальной академии, солист симфонического оркестра Национального театра оперы и балета Украины им. Т. Г. Шевченко.